# Клас суміжності групи
В теорії груп класом суміжності групи називається деяка множина, що визначається за допомогою деякого елемента даної групи і деякої її підгрупи. Розрізняють лівосторонні класи суміжності і правосторонні класи суміжності. Кількості лівосторонніх і правосторонніх класів суміжності рівні між собою і називаються індексом підгрупи.

## Означення
Нехай {\displaystyle G} — деяка група, {\displaystyle H} — її підгрупа. Множину
{\displaystyle gH=\{gh:h\in H\}\subseteq G} називають лівостороннім  класом суміжності по підгрупі {\displaystyle \ H} для елемента {\displaystyle g\in G},
{\displaystyle Hg=\{hg:h\in H\}\subseteq G} називають правостороннім  класом суміжності по підгрупі {\displaystyle \ H} для елемента {\displaystyle g\in G}.

## Приклад
Нехай G буде адитивною групою цілих Z = {…, −2, −1, 0, 1, 2, …} і H підгрупа mZ = {…, −2m, −m, 0, m, 2m, …}, де m — це додатне ціле. Тоді класи суміжності H в G — це m множин mZ, mZ+1, … mZ+(m−1), де mZ+a={…, −2m+a, −m+a, a, m+a, 2m+a, …}. Існує не більше ніж m класів суміжності, бо mZ+m=m(Z+1)=mZ. Клас суміжності mZ+a це клас рівності до a за модулем m.

## Властивості
- {\displaystyle \ gH=H} тоді і лише тоді коли {\displaystyle g\in H}

Справді оскільки {\displaystyle 1\in H} то також {\displaystyle g\in H.} З іншої сторони рівняння {\displaystyle gx=a} де {\displaystyle g,a\in H} завжди має розв'язок {\displaystyle x\in H.}
- Якщо :{\displaystyle f\in gH} то тоді {\displaystyle \ fH=gH}

Справді нехай {\displaystyle f=gh,h\in H.} Тоді:
{\displaystyle \ fH=ghH=gH,} де остання рівність випливає з попередньої властивості.
- Якщо: {\displaystyle f\notin gH,} тоді {\displaystyle fH\bigcap fG=\emptyset }

Припустимо {\displaystyle fh_{1}=gh_{2};h_{1},h_{2}\in H.} Тоді:
{\displaystyle f_{=}gh_{2}h_{1}^{-1}} і оскільки {\displaystyle h_{1}h_{2}^{-1}\in H,} то також {\displaystyle f\in gH,};
З попередніх властивостей бачимо, що лівосторонні класи суміжностей утворюють розбиття групи і таким чином можна задати відношення еквівалентності:
{\displaystyle f\sim g} якщо {\displaystyle fH=gH.}
- {\displaystyle f\sim g\iff f^{-1}g\in H}

Справді маємо {\displaystyle f=gh,h\in H,} звідки:
{\displaystyle 1=f^{-1}gh} і {\displaystyle f^{-1}g=h^{-1}\in H.}
- Еквівалентні твердження з відповідними модифікаціями справедливі і для правосторонніх класів суміжності.
- Потужності всіх правосторонніх і лівосторонніх класів суміжності рівні порядку групиH.

Дане твердження встановлюється за допомогою двох бієкцій:
- {\displaystyle l_{g}\colon H\to gH,\;h\mapsto gh}
{\displaystyle p_{g}\colon H\to Hg,\;h\mapsto hg}
- Кількості правих і лівих класів суміжності (індекс підгрупи, позначається {\displaystyle |G:H|}) рівні між собою і виконується рівність:

{\displaystyle |G:H|=|G|/|H|}. (теорема Лагранжа).